# Sij
Un sij o sik (/siːk, sɪk/; en punyabí ਸਿੱਖ sikkh /sɪkkʰ/; pl. 'sijs' o 'sijíes') es un seguidor del sijismo, una religión monoteísta que tuvo origen durante el siglo XV en la región de Punyab dentro del subcontinente indio.  El término «sij» proviene de la palabra del sánscrito शिष्य (śiṣya: disciplina, estudiante) o शिक्ष (śikṣa: instrucción). Un sij, de acuerdo con el Artículo 1 del Sikh Rehat Maryada (El código de conducta de los sij), es «cualquier ser humano que crea fielmente en Un Ser Inmortal; diez gurúes, desde Gurú Nanak hasta Gurú Gobind Singh; Gurú Granth Sahib; las enseñanzas de los diez gurúes y el bautismo legado de los diez gurúes».
Un «sij» se refiere propiamente a los adeptos del sijismo como religión, no como grupo étnico. Sin embargo, en el sijismo rara vez se producen conversiones, la mayoría de los sijs comparten fuertes lazos étnico-religiosos. Por lo tanto muchos países, como el Reino Unido, reconocen a los sij como un grupo étnico y así se los designa en sus censos. La organización sin fines de lucro American United Sikhs ha luchado para que los sij estén incluidos en los censos de EE.UU, con el argumento de que los sijs se identifican a sí mismos como una «minoría étnica» y creen «que son algo más que solo una religión».
Los hombres sij tienen «Singh» (León) y las mujeres tienen «Kaur» (Princesa) como su segundo nombre o apellido. Los sijs que se han sometido a la Khande - Ki - pahul (ceremonia de iniciación sij) también pueden ser reconocidos por las cinco Ks: Kesh, el pelo sin cortar que se mantiene cubierto, por lo general con un turbante para proteger la Dasam Duwar («El corazón de Dios»), un brazalete de acero o hierro (kara); un kirpan (espada enfundada en una correa gatra o un cinturón Kamal kasar); kachehra, ropa interior de algodón, y Kanga, un pequeño peine de madera. Los hombres o mujeres sijs que han sido iniciados deben cubrir su cabello con un turbante. Históricamente, la gran región del Punyab es la tierra natal de los sijs, aunque existen otras comunidades importantes alrededor del mundo.

## Historia

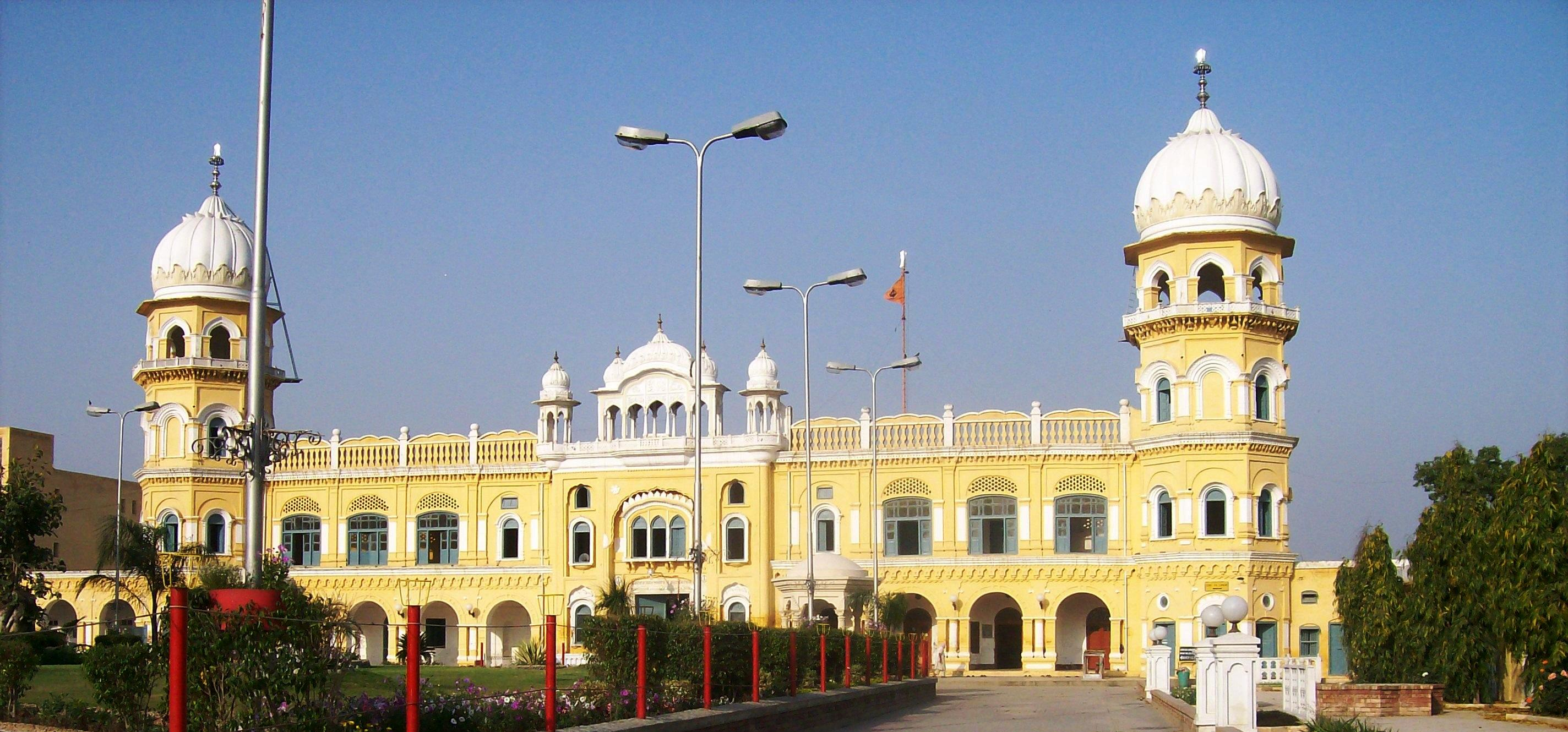
Gurdwara Nankana Sahib.

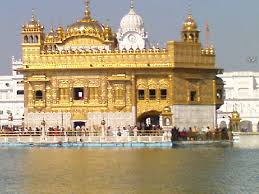
Templo de Oro,

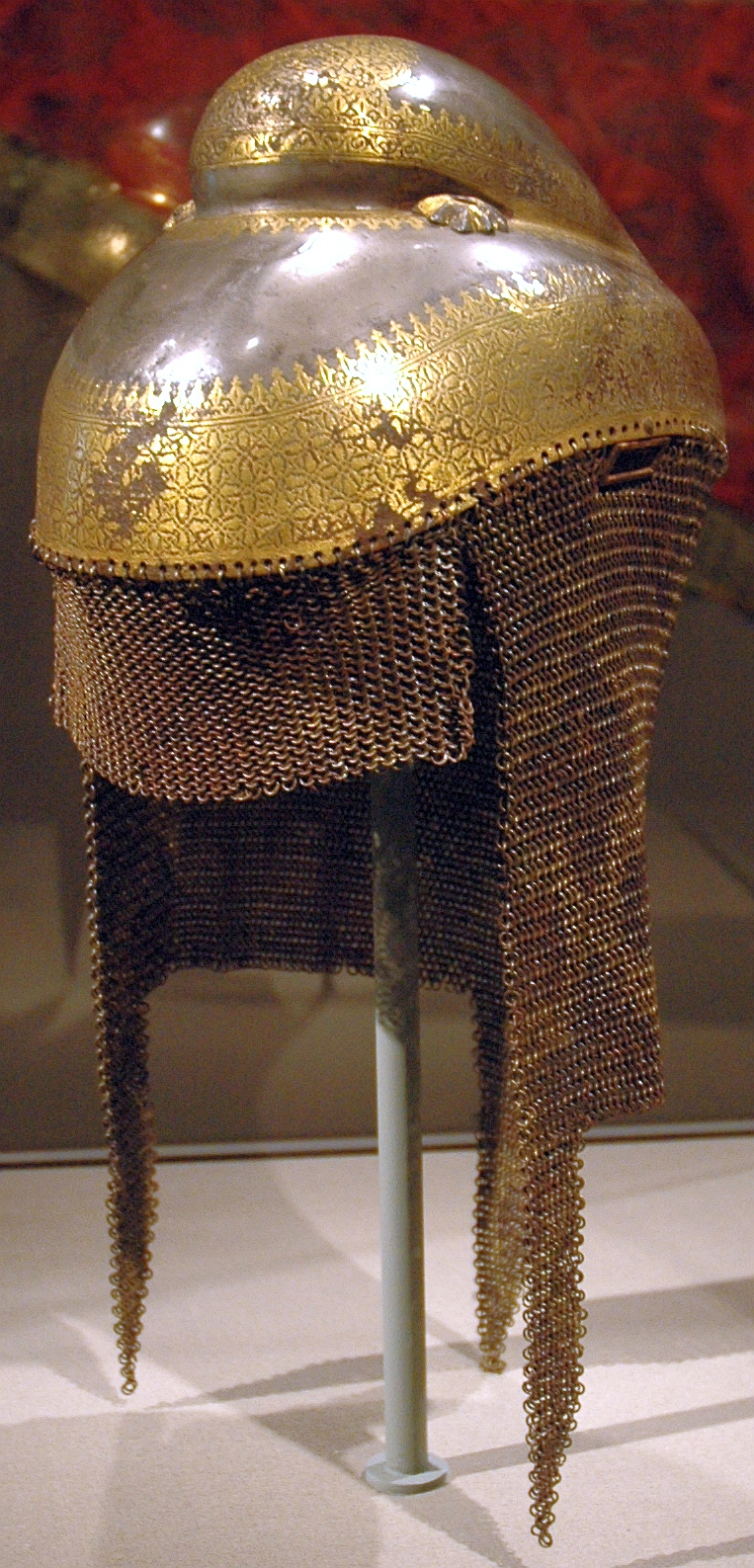
El casco de un guerrero emperador sij.

Gurú Nanak  (1469–1538), fundador del sijismo, traído a la vida por Mehta Kalu y Mata Tripta en una familia Khatri de la villa de Talwandi, ahora llamada Nankana Sahib, cerca de Lahore. Gurú Nanak fue un líder religioso y un reformador social. Sin embargo, la historia política de los sij puede decirse que comenzó con la muerte del quinto gurú sij, Gurú Arjan Dev, en 1606. Las prácticas religiosas fueron formalizadas por Gurú Gobind Singh el 30 de marzo de 1699. Gobind Singh inició a cinco personas con diversos trasfondos sociales, conocidos como los Panj Piare (los cinco amados) para formar el Khalsa, o cuerpo colectivo de los sijs ya iniciados. Durante el período de gobierno de Mughal en la India (1556-1707), varios gurúes sijs fueron asesinados por los mogoles por oponerse a la persecución de las comunidades religiosas minoritarias, entre ellas los sijs. Posteriormente los sijs adoptaron una postura militar, en oposición a Mughal.[cita requerida]
La aparición de la Confederación de Sij bajo el liderazgo de Ranjit Singh se caracteriza por la tolerancia y el pluralismo religioso con los cristianos, musulmanes e hindúes en posiciones de poder. La confederación se considera el cenit del sijismo político, abarca Cachemira, Ladakh y Peshawar. Hari Singh Nalwa, el comandante en jefe del ejército sij en la Frontera del Noroeste, expandió la confederación al paso Khyber. Su administración secular implementó reformas militares, económicas y gubernamentales.
Después de que los británicos anexaran al reino sij, estos reconocieron las cualidades marciales de los sijes y Punyabis en general, por lo que comenzaron a hacer reclutamientos en esa zona. Durante la rebelión de la India en 1857, los sijes se mantuvieron leales a los británicos. Esto dio como resultado el gran reclutamiento de Punyab para el ejército colonial para los próximos 90 años del Raj británico. La diferencia entre el turbante de un sij con otros usuarios de turbantes es un vestigio de las reglas del ejército indio británico.
El dominio colonial británico vio la aparición de muchos movimientos de reforma en la India, entre ellos Punyab. Esto incluía la formación de la Primera y Segunda Singh Sabhaen en 1873 y 1879, respectivamente. Los líderes sijes de la Singh Sabha trabajaron para ofrecerle al mundo una definición clara de la identidad sij y trataron de purificar la creencia y la práctica sijes.
La siguiente etapa de la dominación colonial británica vio el surgimiento del movimiento Akali o el Movimiento de Reforma Gurdwara, que buscaba traer la reforma a los gurdwaras durante la década de 1920. El movimiento llevó a la llegada de Sikh Gurdwara Bill en 1925, quien ordenó colocar todos los santuarios históricos sij en la India bajo el control del Comité Shiromani Parbandhak Gurdwara (CSPG).
Los meses previos a la partición de la India en 1947 fueron notables por el conflicto en el Punyab entre los sijes y los musulmanes. Esto provocó la migración religiosa de los sijes del Punyab e hindúes del Punyab Occidental, lo cual causó una migración similar de religiosos musulmanes del Punyab al Punyab Oriental. En la década de 1960, aumentó la animosidad entre los sijes e hindúes en la India, con los sijs exigiendo la creación de un estado del Punyab sobre una base lingüística similar a los otros estados de la India. Esto se lo prometió Jawaharlal Nehru al líder sij conocido como Maestro Tara Singh, a cambio de apoyo político sij durante las negociaciones para la independencia de la India. A pesar de que los sijes obtuvieron el Punyab, perdieron las zonas de habla hindi de Himachal Pradesh, Haryana y Rajasthan. Chandigarh se convirtió en territorio de la Unión y la capital de Haryana y Punyab el 1 de noviembre de 1966.
Las tensiones surgieron de nuevo durante la década de 1970, impulsadas por los reclamos sij de discriminación y marginación por parte del partido de dominación hindú y las tácticas adoptadas por el Congreso Nacional de la India y por la primera ministra Indira Gandhi. Según Katherine Frank, la toma de los poderes emergentes por Indira Gandhi en 1975 dio como resultado el debilitamiento de la «maquinaria legítima e imparcial de gobierno», y propició el aumento de la «paranoia» acerca de que los grupos políticos de oposición que la llevaron a instituir una «política déspota de juego de castas, religiones y grupos políticos encontrados para obtener ventajas políticas». El líder sij Jarnail Singh Bhindranwale articuló demandas por la justicia de los sij, y esto desencadenó la violencia en el Punyab. En 1984 la derrota del primer ministro de Bhindranwale dio lugar al ataque contra el templo de oro en la Operación Estrella Azul y al asesinato de Indira Gandhi por sus guardaespaldas sij. El asesinato de Gandhi dio lugar a una explosión de violencia contra las comunidades sij y la muerte de miles de sijs en toda la India. Khushwant Singh describió los disturbios como «un pogromo sij; me sentía como un refugiado en mi país. De hecho, me sentí como un Judío en la Alemania nazi». Desde 1984, las relaciones entre los sijs e hindúes han experimentado un acercamiento gracias a la prosperidad económica. Sin embargo, un intento de reivindicación («Los Sikhs son hindúes») hecho por la derecha hindú Rashtriya Swayamsevak Sangh( RSS) en el 2002, perturbó las sensibilidades sij.
El movimiento de jalistán realizó campañas a favor de la justicia para las víctimas de la violencia, y por las necesidades políticas y económicas del Punyab.

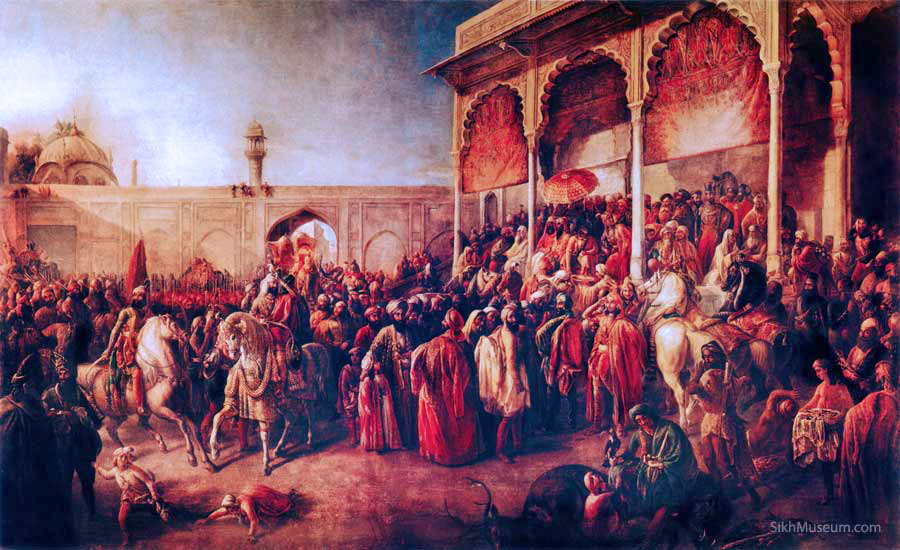
Ranjit Singh, fundador de la Confederación Sij, en una reunión a inicios del siglo XIX.

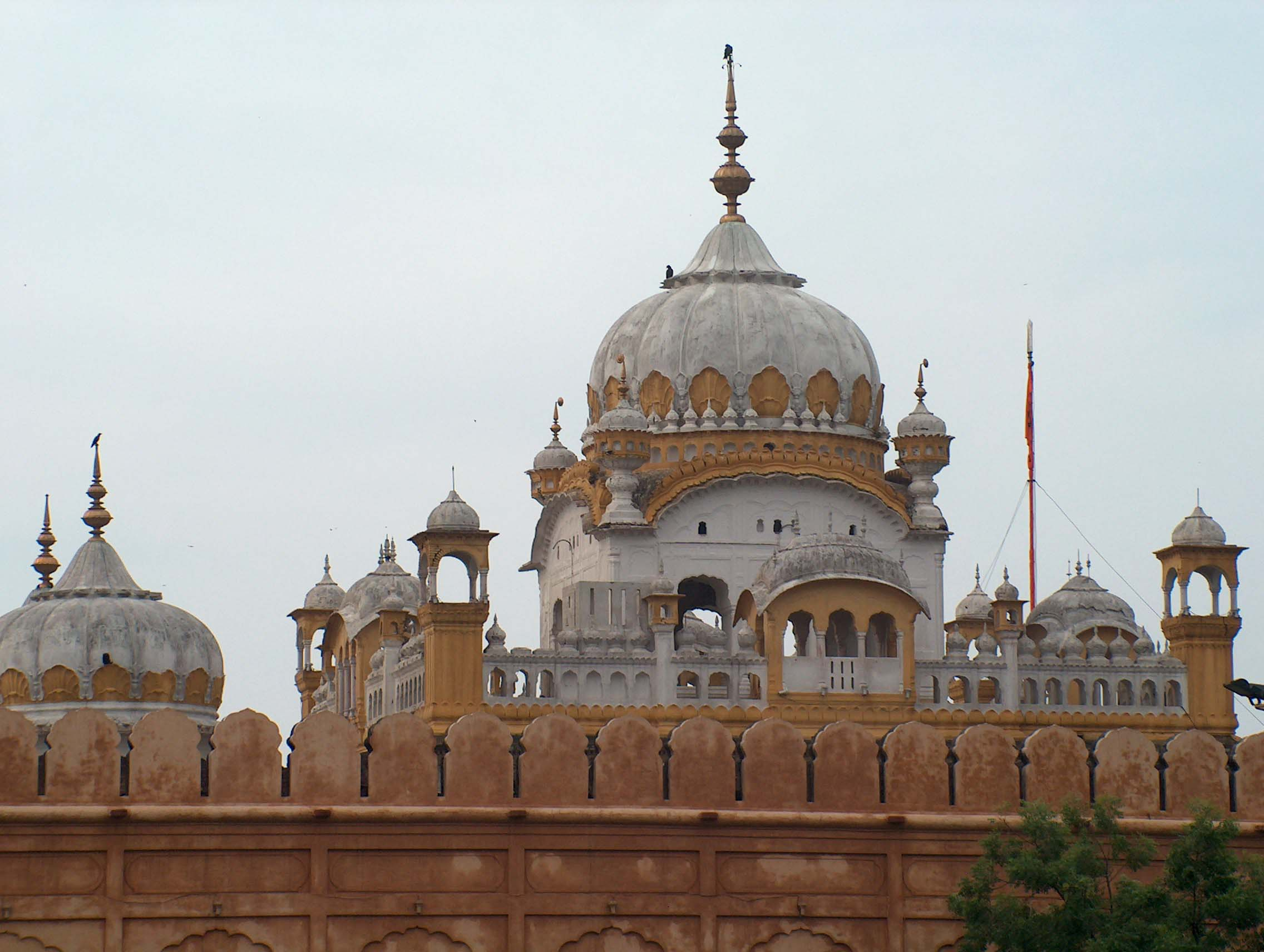
El Samadhi de Ranjit Singh.

Durante el Vaisakhi de 1999, los sijs de todo el mundo celebran el 300 aniversario de la creación de la Khalsa. El Correo canadiense honró a los sij canadienses con un sello conmemorativo en conjunto con el 300 aniversario de Vaisakhi. El 9 de abril de 1999, el presidente indio K. R. Narayanan emitió un sello conmemorativo del 300 aniversario de la Khalsa.

## Observaciones Culturales y Religiosas

### Rutina diaria
Escribe Gurú Granth Sahib,

Uno que se llama un sij del Gurú, el Verdadero Gurú, se levantará en las primeras horas de la mañana y meditará en el Nombre del Señor. Al levantarse temprano por la mañana, debe bañarse y limpiarse a sí mismo en la piscina del néctar. Siguiendo las instrucciones del Gurú, él debe cantar el nombre del Señor, Har, Har. Todos los pecados, faltas y negatividades serán borrados. Luego, al nacer el sol, debe cantar gurbani. Sentado o de pie, meditará en el Nombre del Señor. Uno que medita en mi Señor, Har, Har, con cada respiración y cada bocado de comida —que se convierte en Gursikh agradable a la mente del Gurú, esa persona, con quien mi Señor y Maestro es amable y compasivo— será a quién se le otorgarán las enseñanzas del Gurú. Sirviente Nanak ruega por el polvo de los pies de ese Gursikh, quien canta el Naam a sí mismo, e inspira a otros a cantarlo.
 Cuarto Mehl (Gurú Ram Das), Gurú Granth Sahib, Pg 305

### Las cinco Ks

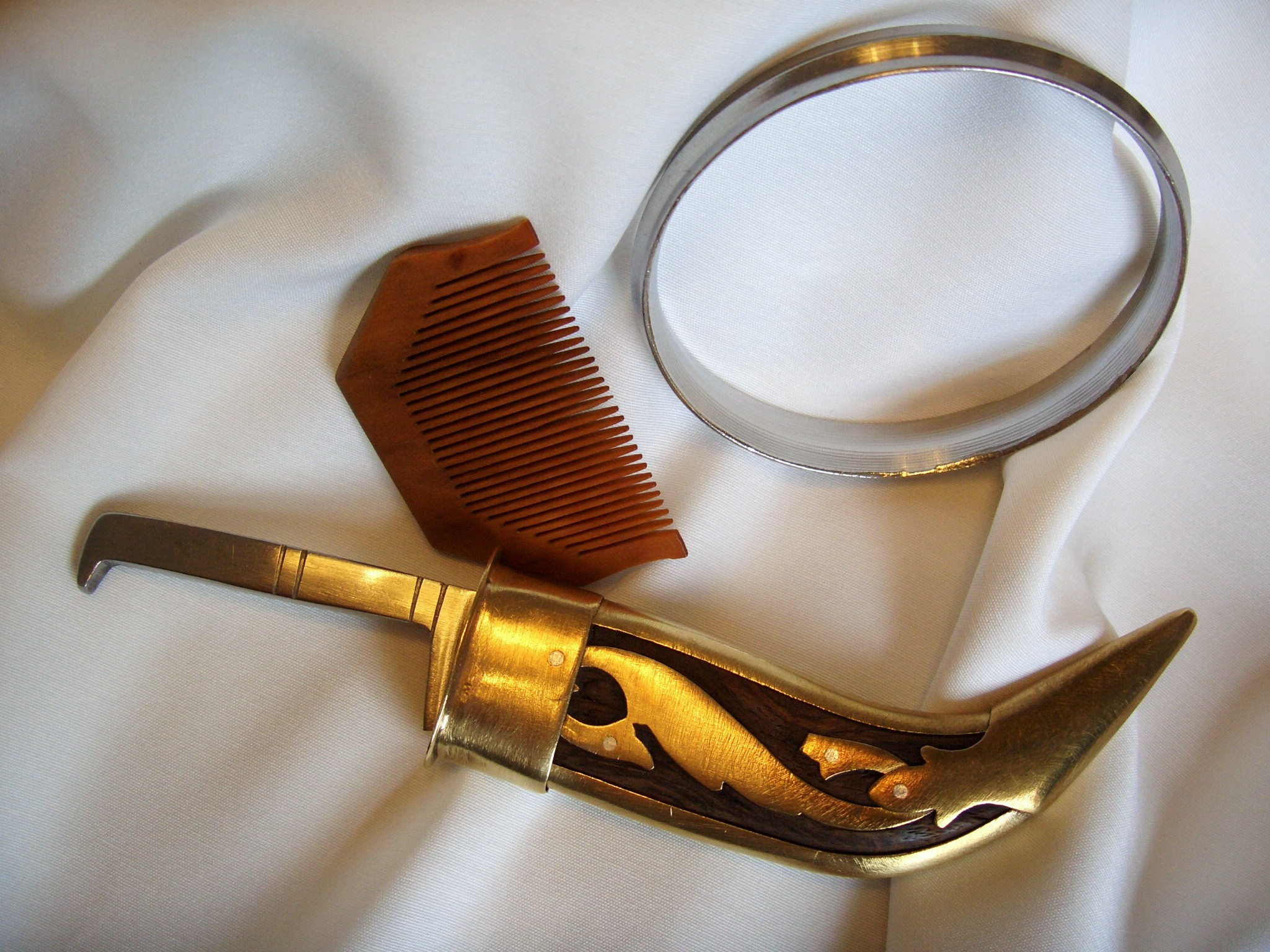
Kanga, Kara y Kyirpan: tres de los cinco artículos de fe.

Los cinco Ks (panj kakaar) son cinco artículos de fe que todos los sijs bautizados (Amritdhari Sikhs) están obligados a usar. Estos símbolos representan los ideales del sijismo: honestidad, equidad, fidelidad, meditación en Dios y nunca reverenciar la tiranía.
Los cinco símbolos son:
- Kesh: Cabello sin cortar, normalmente atado y envuelto en un Dastar.
- Kanga: Un peine de madera, normalmente se porta dentro de un Dastar.
- Kachera: Ropa interior de algodón, históricamente apropiada para el deber en la batalla, ya que aumenta la movilidad a comparación de un dhoti. Usado por ambos sexos, el kachera es símbolo de castidad.
- Kara: Un brazalete de hierro, un arma y símbolo de la eternidad.
- Kirpan: Una daga de hierro que viene en diferentes tamaños. En Reino Unido los sij pueden portar una pequeña daga, pero en el Punyab pueden portar una espada curva tradicional de hasta 91 cm de largo.

### Música e instrumentos

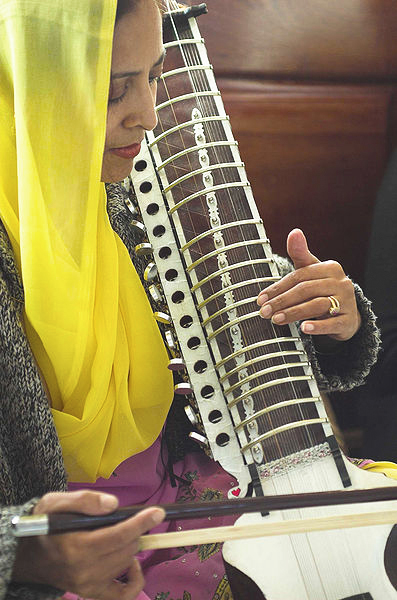
Mujer tocando la dilruba.

Los sijs tienen una serie de instrumentos musicales: el rebab, dilruba, taus, jori, saranda y sarangi. Tocar el sarangi fue promovido en el Gurú Har Gobind. El rebab se tocó por primera vez por Bhai Mardana mientras acompañaba a Gurú Nanak en sus viajes. El Jori y la Saranda fueron diseñados por Gurú Arjan. El Taus fue inventado por Gurú Gobind Singh Ji, que supuestamente al escuchar el canto de un pavo real, quiso crear un instrumento que imitara sus sonidos (Taus es la palabra persa para pavo real). El dilruba fue hecho por Gurú Gobind Singh, a petición de sus seguidores, que querían un instrumento más pequeño que el Taus. Después Japji Sahib, todos los shabad en el Gurú Granth Sahib fueron compuestas como raga. Este tipo de canto se conoce como Gurmat Sangeet.

Cuando marchaban a la batalla, los sijs tocaban un Ranjit Nagara (tambor de la victoria) para levantar la moral. El Nagaras (por lo general medían de dos a tres pies de diámetro, aunque algunos medían hasta cinco pies de diámetro) se toca con dos palos. El ritmo de los tambores grandes, y la elevación de la Nishan Sahib, significaba que los Singhs estaban en su camino.

## Demografía
Sumando alrededor de 27 millones en el mundo, los sijs se convirtieron en el 0.39 por ciento de la población mundial; aproximadamente el 83 por ciento habita en India. Alrededor del 76 por ciento de todos los sijs habitan en el norte del Estado Indio del Punyab, donde son mayoría (alrededor de dos tercios) de la población. Comunidades sustanciales de sijs (más de 200.000) viven en los estados de la India o territorios de la unión de Haryana (más de 1,1 millones), Rajastán, Bengala Occidental, Uttar Pradesh, Delhi, Maharastra, Uttarakhand, Madhya Pradesh, Assam, y Jammu y Cachemira.

La migración sij de la India británica comenzó durante la segunda mitad del siglo XIX, cuando los británicos terminaron la anexión del Punyab. El Raj británico reclutó sijs para el Servicio Civil Indio (en particular el Ejército indio británico), lo que dio lugar a la migración de sijs en toda la India y el Imperio Británico. Durante el Raj, artesanos sij semi-calificados fueron transportados desde el Punyab para África Oriental Británica para ayudar a construir ferrocarriles. Los sijs emigraron de la India después de la Segunda Guerra Mundial, la mayor parte al Reino Unido, pero muchos de América del Norte. Algunos sijs que se habían establecido en el África oriental fueron expulsados por el dictador de Uganda Idi Amin en 1972. La economía fue un factor importante en la migración sij, y existen comunidades importantes en el Reino Unido, Canadá, Estados Unidos, Malasia, África Oriental, Australia, Singapur y Tailandia. 

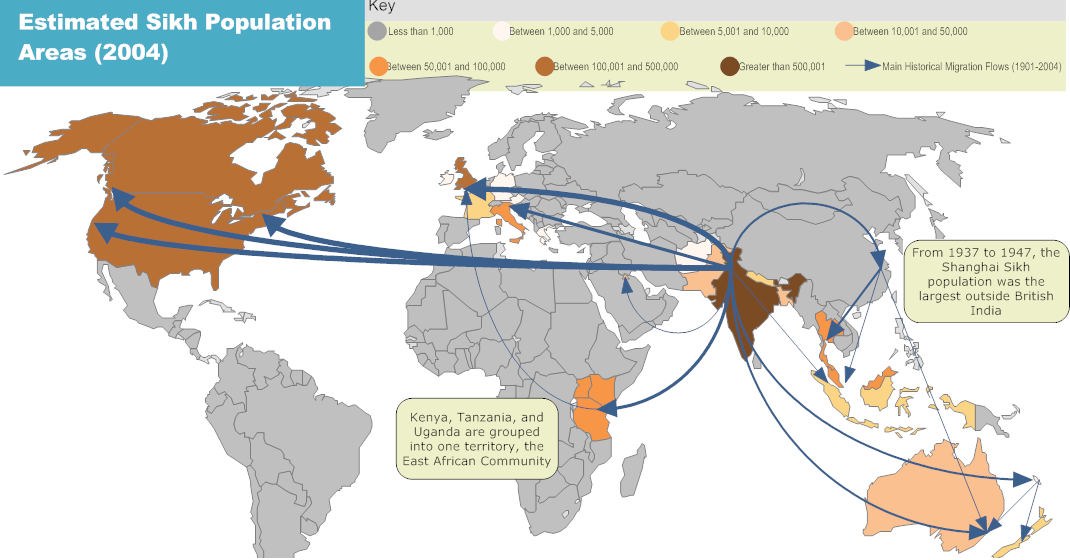
Mapa mostrando las áreas de población sij mundial y patrones de migración histórica (estimado del 2004).

Aunque la tasa de migración de Sikh del Punyab se ha mantuvo alta, los patrones tradicionales de la migración sij favorecida los países de habla inglesa (en particular el Reino Unido) han cambiado durante la última década debido a que las leyes de inmigración son más estrictas. Moliner (2006) escribió que, como consecuencia la migración sij al Reino Unido «se ha vuelto prácticamente imposible desde finales de 1970», por lo tanto los patrones de migración evolucionaron a Europa continental. Italia es un destino de rápido crecimiento para la migración sij, con Reggio Emilia y Vicenza albergando importantes grupos de población sij. Los sijs italianos en general, están involucrados en la agricultura, procesamiento de productos agrícolas, la fabricación de herramientas de máquina y la horticultura.
Principalmente por razones socio- económicas, los sijs de la India tienen la tasa de crecimiento ajustada más baja en comparación con cualquier grupo religioso importante en la India, al 16.9 por ciento por década (estimado de 1991-2001). Johnson y Barrett (2004) estiman que la población mundial sij aumenta anualmente en 392.633 (un 1.7 por ciento por año, con base en cifras de 2004); este porcentaje incluye nacimientos, muertes y conversiones.

### Castas
Los Gurúes sij denunciaron la jerarquía del sistema de castas, aunque este existe en la comunidad sij. Cerca del 40% de los sijs pertenecen al la casta Jat, la cual es una casta rural. A pesar de ser muy pocos en número, las castas mercantil Khatri y Arora ejercen una influencia considerable dentro de la comunidad sij. Otras castas sikhs incluyen a los Ramgarhias (artesanos), a los Ahluwalias (anteriormente Kalals (Brewers)) y las dos castas paria, conocidos en la terminología sij como los Mazhabis y los Ramdasias.
De acuerdo con Sunrinder S, Jodhka, la religión sij no aboga por la discriminación contra cualquier casta o credo, sin embargo en la práctica, los sijs que pertenece a las castas dominantes de terratenientes, no han dejado atrás todos sus prejuicios contra las castas Paria. Aunque a los parias se les permitiría la entrada en los pueblos gurudwaras, no se les permitía cocinar o servir langar (comida comunitaria). Por lo tanto, dondequiera que se podrían movilizar recursos, los dalits sij de Punyab han tratado de construir sus propios gurudwara y otras instituciones a nivel local con el fin de alcanzar un cierto grado de autonomía cultural. En 1953, el gobierno de la India accedió a las demandas del líder sij, Maestro Tara Singh, para incluir a sijs convertidos de las castas intocables sij en la lista de las castas. En el comité Shiromani Gurdwara Prabandhak, 20 de los 140 asientos están reservados para los sij de casta baja.

## Representación
Los sijs han sido representados en la política india por el ex primer ministro indio, Manmohan Singh, y el vicepresidente de la Comisión de Planificación de la India, Montek Singh Ahluwalia. El ministro en jefe de Punyab Parkash Singh Badal es también un sij. Los últimos políticos sij de la India son el expresidente Giani Zail Singh, Sardar Singh Swaran (primer canciller de la India), el presidente del Parlamento Gurdial Singh Dhillon y exministro principal del Punyab Pratap Singh Kairon.
Los políticos de la diáspora sij incluyen al primer miembro asiático-americano del Congreso de los Estados Unidos, Dalip Singh Saund, los parlamentarios británicos Piara Khabra, Parmjit Dhanda y Paul Uppal, la primera pareja en sentarse juntos en un parlamento del bien común (Gurmant Grewal y Nina Grewal, que pidió una disculpa al gobierno canadiense por el incidente Komagata Maru), el exministro de Desarrollo Social canadiense Rubí Dhalla, el Ministro de Estado canadiense para el Deporte Baljit Singh Gosal y los miembros de la Asamblea Legislativa de Ontario, Vic Dhillon y Jagmeet Singh. Ujjal Dosanjh por parte del Partido Premier New Democratic de la Columbia Británica de julio de 2004 a febrero de 2005, y más tarde fue liberal de la banca delantera PM en Ottawa. En Malasia, dos sijs fueron elegidos diputados en las elecciones generales de 2008: Karpal Singh (Bukit Gelugor) y su hijo Gobind Singh Deo (Puchong). Dos sijs fueron elegidos asambleístas: Jagdeep Singh Deo (Datuk Keramat) y Keshvinder Singh (Malim Nawar).
Según una estimación de 1994, Punyabis (sijs y no sijs) comprenden entre 10 y 15 por ciento de todos los rangos en el ejército de la India, aunque el estado contenía menos del 3% de la población del país. El gobierno indio no libera personal por sus orígenes étnicos o religiosos de los militares, pero un informe de 1991 por Tim McGirk estima que el 20 por ciento de los oficiales del Ejército de la India eran sijs. Aparte de los Gurkhas reclutados de Nepal, los sijs continúan siendo la única comunidad que tiene regimientos exclusivos en el ejército de la India. El Regimiento Sij es uno de los más condecorados del ejército, con 73 Batallas de Honor, 14 Cruces Victoria, 21 Órdenes Indias por mérito de primera clase (equivalentes al Victoria Cross), 15 Honores Teatro, cinco COAS citaciones de unidad, dos Param Vir Chakras, 14 Maha Vir Chakras, cinco chakras Kirti, 67 Vir Chakras y otros 1.596 premios. El general de más alto rango en la historia de la Fuerza Aérea de la India es un sikh punyabi, el Mariscal de la Fuerza Aérea Arjan Singh. Los planes del Ministro de Defensa del Reino Unido por un regimiento de infantería sij, fueron desechadas en junio de 2007.
Históricamente, la mayoría de los indios han sido agricultores y el 66 por ciento de la población indígena se dedica a la agricultura. Los sijs indios están empleados en la agricultura, en menor medida; El censo de la India del 2001 encontró que el 39 por ciento de la población activa del Punyab se encuentra empleada en este sector. El éxito de la revolución verde de la década de 1960, en el que la India pasó de «hambruna de la abundancia, de la humillación a la dignidad», estuvo basado en el Punyab (es llamado «el granero de India»). El Punyab es el estado indio más rico per cápita, con el ingreso promedio de Punyabi, supera tres veces el promedio nacional. La revolución verde se centró en los agricultores indios que adoptaron métodos agrícolas más intensivos y mecanizados, con la ayuda de la llegada de la electricidad al Punyab, el crédito cooperativo, la consolidación de la pequeña propiedad y el sistema de canales desarrollada en el Raj británico. Según el politólogo sueco Ishtiaq Ahmad, un factor en el éxito de la revolución verde de la India fueron los «agricultores sij, y los Jat, cuyo coraje, perseverancia, espíritu de empresarial y el músculo de destreza demostrado ser crucial». Sin embargo, no todos los aspectos de la revolución verde fueron benéficos. El físico indio Vandana Shiva escribió que la revolución verde causó «impactos negativos y destructivos de la ciencia [es decir, la revolución verde] sobre la naturaleza y la sociedad», y fue un catalizador para las tensiones sij del Punyab e hindúes a pesar del aumento de la riqueza material.
Los sijs Punyabi están involucrados en una serie de profesiones que incluyen la ciencia, la ingeniería y la medicina. Ejemplos notables son el científico nuclear Piara Singh Gill (que trabajó en el Proyecto Manhattan), el físico y pionero de la fibra óptica Narinder Singh Kapany, el escritor de ciencia y locutor Simon Singh. 
En los negocios, las tiendas de ropa en el Reino Unido y el Nuevo Look Jaspal con sede en Tailandia. fueron fundados por sijs. La más grande compañía farmacéutica de la india, Ranbaxy Laboratories, es dirigida por sijs. Los sijs de Reino Unido tienen el mayor porcentaje de propiedad de vivienda (82 por ciento) que cualquier comunidad religiosa. Los sijs de Reino Unido son la segunda comunidad religiosa más rica (después de la comunidad judía), con una riqueza media total de los hogares de 229.000 £.
En Singapur Kartar Singh Thakral expandió su negocio familiar de cambio, Thakral Holdings, en activos totales de casi $ 1.4 mil millones y es la persona 25 más rica de Singapur. Sij Bob Singh Dhillon es el primer multimillonario indo-canadiense. La diáspora sij ha tenido más éxito en América del Norte, especialmente en el fértil valle central de California. Los agricultores estadounidenses sij suc como Didar Singh Bains dominan la agricultura en U.S.A. California, cultivando duraznos.
Los sij intelectuales, deportistas y artistas incluyen al escritor Khushwant Singh, el jugador inglés de cricket Monty Panesar, el excorredor de 400 m. Milkha Singh, el luchador y actor indio Dara Singh, los ex capitanes de los equipos de hockey indio Ajitpal Singh y Balbir Singh Sr., el excapitán de cricket de la India Bishen Singh Bedi, Harbhajan Singh (el más exitoso spin off Lanzador de críquet de la India), Navjot Singh Sidhu (exjugador de cricket indio convertido en político). Las actrices de Bollywood incluyen Neetu Singh, Poonam Dhillon, Mahi Gill, Esha Deol, Parminder Nagra, Gul Panag, Mona Singh, Sunny Leone, Namrata Singh Gujral y el director Gurinder Chadha.
Los sijs han emigrado a todo el mundo, con una variedad de ocupaciones. El Gurú Sikh predica la armonía étnica y social, y los sijs comprenden un número de grupos étnicos. Aquellos con más de 1.000 miembros son: Ahluwalia, Arain, Arora, Bhatra, Bairagi, Bania, Basith, Bawaria, Bazigar, Bhabra, Chamar, Chhimba, Darzi, Dhobi, Gujar, Jatt, Jhinwar, Kahar, Kalal, Kamboj, Khatri, Kumhar, Labana, Lohar, Mahtam, Mazhabi, Megh, Mirasi, Mochi, Mohyal, Nai, Rajput, Ramgarhia, Saini, Sudh, Tarkhan.
La orden de Punjabi Sikhs, el Nihang o los Akalis, se formó durante la época de Ranjit Singh. En virtud de su líder, Akali Phula Singh, ganaron muchas batallas por la Confederación sij durante el siglo XIX.

## En los ejércitos Indio y Británico

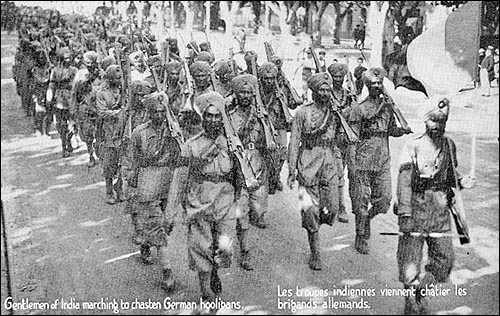
Postal francesa describiendo la llegada del regimiento sij número 15 a Francia durante la Primera Guerra Mundial; la postal tiene escrito en francés e inglés «Caballeros de la India marchando para castigar a los vándalos alemanes».

Los sijs apoyaron a los británicos durante la Rebelión India de 1857. Para el principio de la Primera Guerra Mundial, los sijs en el Ejército Indio Británico eran más de 100,000 en total (20 por ciento de la fuerza). Hasta 1945 los sij fueron premiados con catorce Victoria Crosses, un registro de regimiento per cápita. En el 2002 los nombres de todos los destinatarios sij del premio VC y George Cross fueron inscritos en el monumento del Memorial Gates en Constitution Hill, a un lado del Palacio de Buckingham. Chanan Singh Dhillon jugó un papel decisivo en la campaña para el monumento.

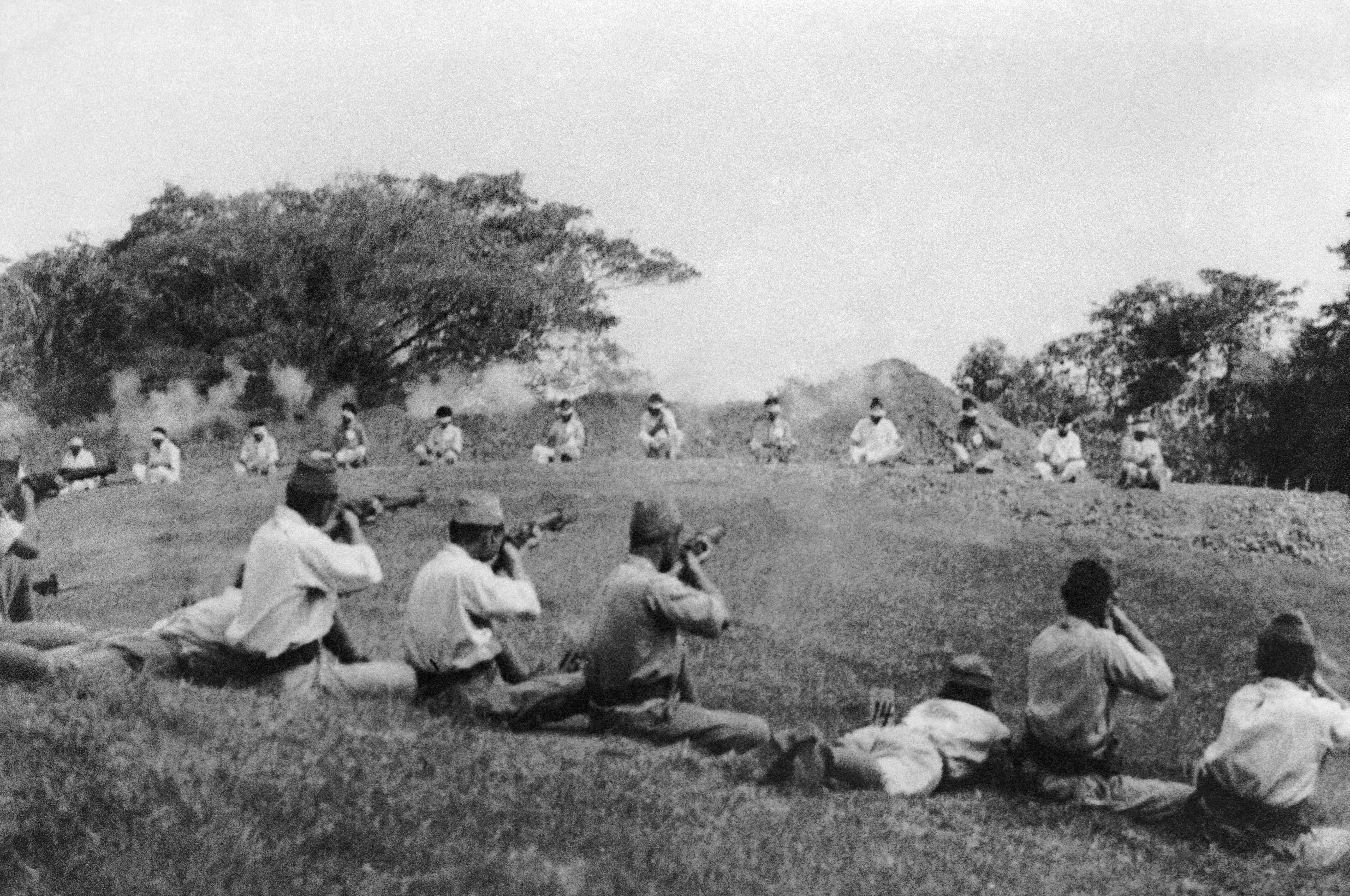
Soldados Japoneses disparándole a prisioneros sijs vendados de los ojos.

Durante la Primera Guerra Mundial, el batallón sij peleó en Egipto, Palestina, Mesopotamia, Galípoli y Francia. Seis batallones del Regimiento Sij se alzaron durante la Segunda Guerra Mundial, sirviendo en la Segunda Batalla de El Alamein, en Birmania, las campañas Italianas y en Iraq, por lo que recibieron 27 honores de batalla. En todo el mundo, los sijs son conmemorados en los cementerios comunes.

En las dos últimas guerras mundiales 83,005 soldados sij portadores de turbante turbante murieron y 109.045 resultaron heridos luchando por el Imperio Británico. Durante el fuego de la artillería, no tenían otra protección para la cabeza, solo el turbante, el símbolo de su fe.
General Sir Frank Messervy

Los británicos están muy endeudados y estarán agradecidos con los sijs durante mucho tiempo. Sé que en este siglo necesitamos su ayuda en dos ocasiones, en dos guerras mundiales, y ellos nos ayudaron excelentemente. Como resultado de su ayuda oportuna,  hoy somos capaces de vivir con honor, dignidad e independencia. En la guerra, lucharon y murieron por nosotros, usando sus turbantes.
Sir Winston Churchill

## Diáspora

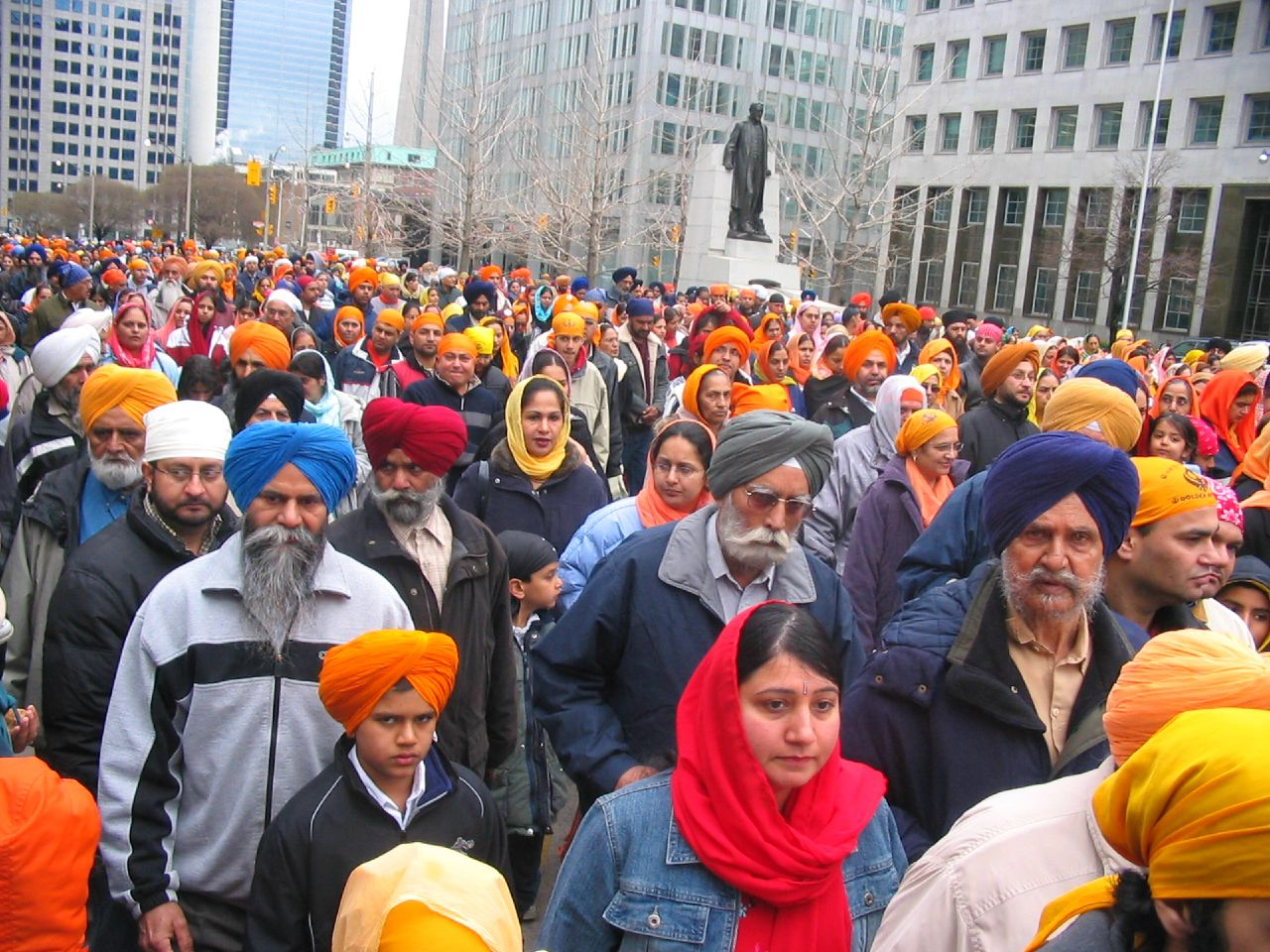
Sijs celebrando el vaisakhi, el año nuevo sij en Toronto.

Durante finales de los siglos XIX y XX, los sijs comenzaron a emigrar hacia África del Este, el Lejano Oriente, Canadá, Estados Unidos y el Reino Unido. En 1907 la Sociedad Khalsa Diwan se estableció en Vancouver, y cuatro años después la primera gurdwara se estableció en Londres. En 1912 la primera gurdwara en los Estados Unidos fue fundada en Stockton, California.
Debido a que los sijs (como muchos hombres del Medio Oriente) usan turbantes y mantienen sus barbas, algunas personas en los países occidentales confunden a los hombres sij con musulmánes, árabes y hombres afganos desde los ataques del 11 de septiembre y la guerra de Irak. Varios días después de los ataques del 9/11 el sij Balbir Singh Sodhi fue asesinado por Frank Roque, quien pensó que Sodhi estaba conectado con Al-Qaeda. La CNN sugiere un aumento en los crímenes de odio contra los hombres sij en los Estados Unidos y el Reino Unido después de los ataques del 9/11.
Ya que el sijismo nunca ha buscado activamente conversos, los sijs han permanecido como un grupo étnico relativamente homogéneo. Las actividades basadas en el Kundalini yoga de Harbhajan Singh Yogi con su organización 3HO («Sano, Feliz y Santo»; por sus siglas en inglés de Healthy Happy Holy Organisation) ha inspirado un crecimiento moderado de los adherentes no indígenas del sijismo. En 1998 un estimado de 7,800 sijs 3HO, conocidos coloquialmente como ‘gora’ (ਗੋਰਾ) o sijs ‘blancos’, se encontraban principalmente concentrados en torno Española (Nuevo México) y Los Ángeles, California. Los sijs en conjunto con el Fondo de Defensa Legal y Educación sij estadounidense revocó una ley en Oregón en 1925 que prohíbe llevar turbantes por los profesores y los funcionarios del gobierno.
En un intento por fomentar líderes sij en el mundo occidental, han comenzado iniciativas de jóvenes por una serie de organizaciones. La Alianza de Jóvenes Sij de América del Norte patrocina un simposio anual de la Juventud Sikh, un concurso público de habla y el debate que tuvo lugar en gurdwaras lo largo de los EE.UU. y Canadá. Hay una serie de sijs titulares de cargos en Canadá. En los Estados Unidos, el actual gobernador de Carolina del Sur, Nikki Haley nació y creció como un sij, pero después de su matrimonio se convirtió al cristianismo.

## Arte y cultura

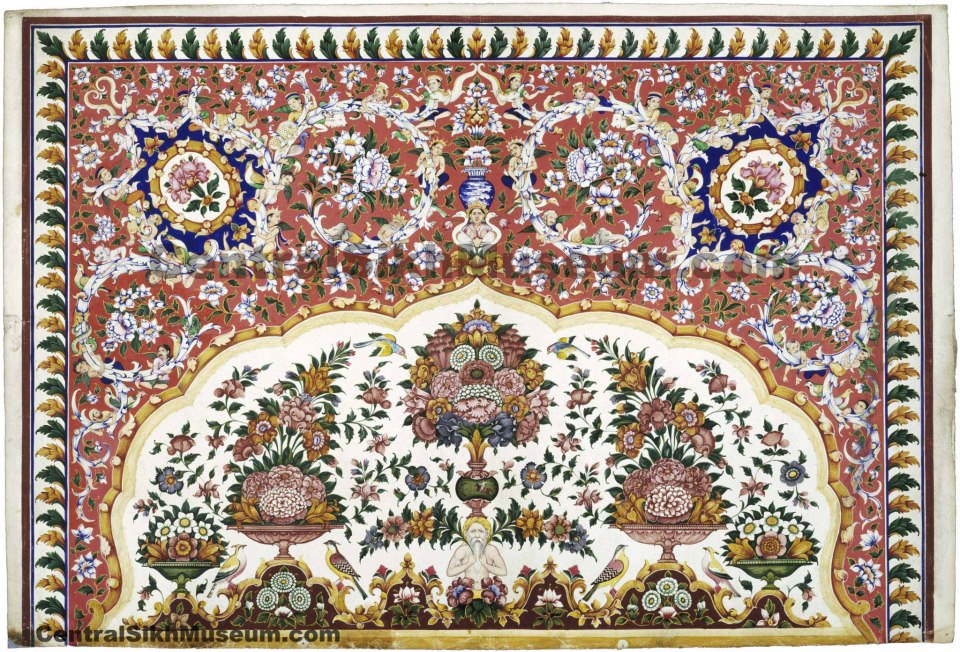
Acuarelas opacas sobre papel arte Nakashi; alrededor de 1880, por un artista desconocido de Lahore o Amritsar, se utiliza para decorar las paredes del Harmandir Sahib.

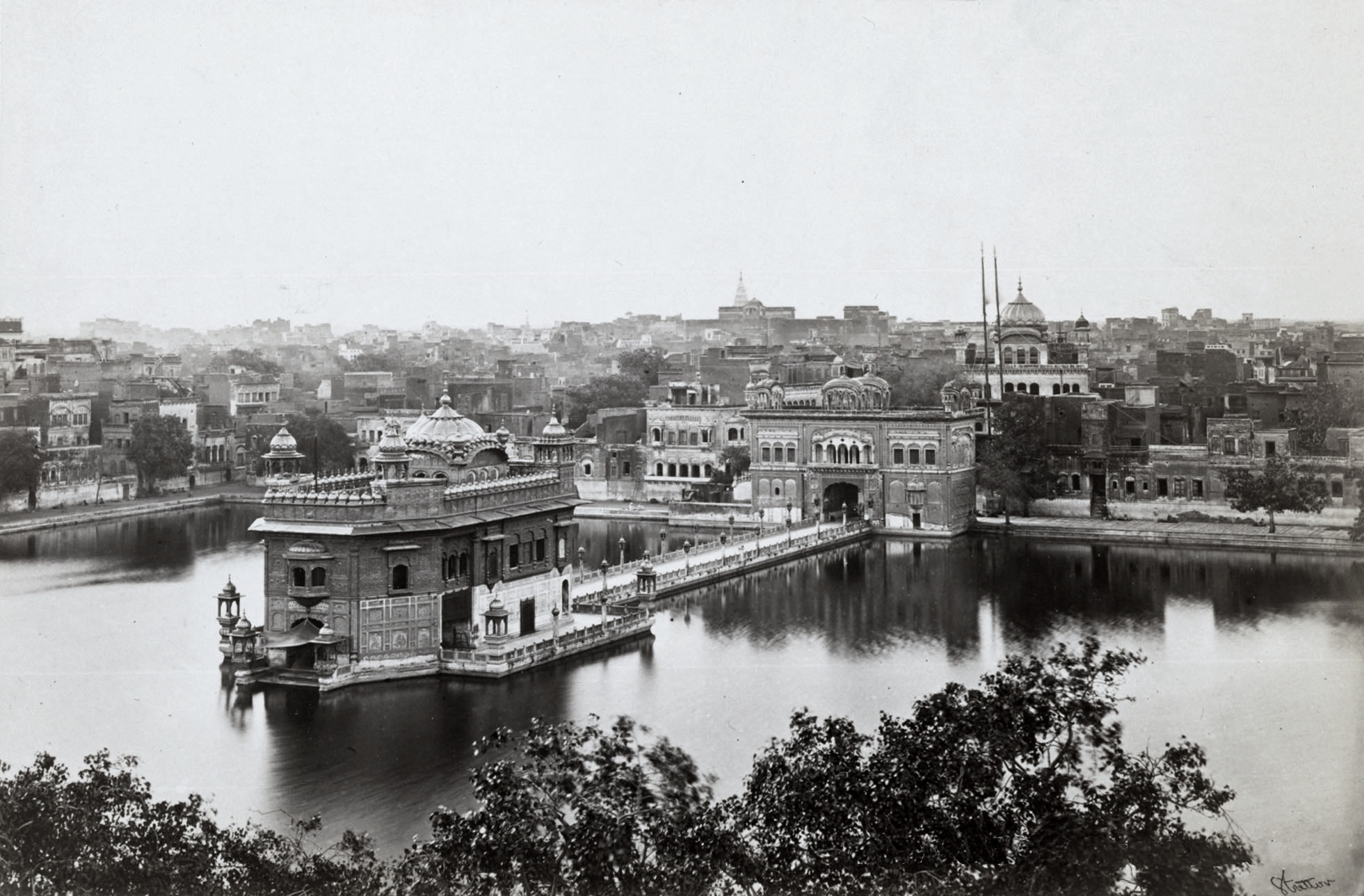
Harmindar Sahib, aproximadamente en 1870.

El arte y la cultura sij son casi sinónimo de la del Punyab, y los sijs son fácilmente reconocibles por su turbante distintivo (Dastar ). El Punyab ha sido llamado crisol de la India, debido a la confluencia de la invasión de las culturas de los ríos de la región, de los que recibe su nombre. Por lo tanto, la cultura sij es una síntesis de las culturas. Sijismo ha forjado una arquitectura única, que S. S. Bhatti describió como «inspirado en la mística creativa de Gurú Nanak» y como «un presagio de silencio del humanismo integral basado en la espiritualidad pragmática».
Durante la persecución de los sijs en Mongolia y Afganistán durante los siglos XVII y XVIII. los sijs estaban preocupados con la preservación de su religión y le dieron poca importancia al arte y la cultura. Con el auge de Ranjit Singh y el Raj sij en Lahore y Delhi, hubo un cambio en el panorama del arte y la cultura en el Punyab; Hindúes y sijs podrían construir santuarios decorados sin el temor a la destrucción o saqueo.
La Confederación sij fue el catalizador de una forma única de expresión sij, con Ranjit Singh poniendo en marcha fortalezas, palacios, bungas (lugares residenciales y colegios) en un estilo sij. La arquitectura sij se caracteriza por domos dorados estriados, cúpulas, kioscos, linternas de piedra, balaustres ornamentales y techos cuadrados. Un pináculo de estilo sij es Harmandir Sahib (también conocido como el templo de oro) en Amritsar.
La cultura sij está influenciado por motivos militaristas (la Khanda el más obvio), y la mayoría de los artefactos, a excepción de las reliquias de los Gurúes sij- tienen un tema militar. Este tema es evidente en los festivales sij sobre Hola mohalla y Vaisakhi, que cuentan con marchas y demostraciones de valor.
Aunque el arte y la cultura de la diáspora sij se han fusionado con el de otros grupos indo -inmigrantes en categorías como «Británico asiático», «Indo-canadiense» y «Desi-cultura», ha surgido un fenómeno cultural menor, que puede ser descrito como «sij político». El arte de la diáspora sij como Amarjeet Kaur Nandhra y Amrit Singh Kaur y Rabindra (los «gemelos» sij) está influenciada por su sijismo y los asuntos de actualidad en el Punyab.
Bhangra y Giddha son dos formas de baile popular Punyabi que fueron adaptados y por primera vez por los sijs. Los sijs Punyabi han defendido estas formas de expresión en todo el mundo, lo que resulta en que la cultura sij sea ligada a Bhangra (aunque «Bhangra no es una institución sij sino una Punyabi»).

### Pintura
La pintura sij es un retorno directo de la escuela de pintura Kangra. En 1810, Ranjit Singh (1780-1839) ocupó el Fuerte Kangra y nombró Sardar Singh Desa Majithia gobernador de las colinas de Punyab. En 1813 el ejército Sikh ocupó el Estado Guler, y Raja Bhup Singh se convirtió en vasallo de los sijs. En conjunto con el reino sij de Lahore se convirtieron en una potencia de suma importancia, algunos de los pintores pahari de Guler emigraron a Lahore con el patrocinio del Maharajá Ranjit Singh y sus Sardars.
La escuela sij adaptó la pintura Kangra a las necesidades e ideales sij. Sus temas principales son los diez gurúes sijs e historias de Janamsakhis de Gurú Nanak. El décimo Gurú Gobind Singh, dejó una profunda impresión en los seguidores de la nueva fe, debido a su valor y sacrificios. Escenas de caza y retratos son también comunes en la pintura sij.